# Athyrium chingianum
Athyrium chingianum là một loài thực vật có mạch trong họ Woodsiaceae. Loài này được Z.R. Wang & X.C. Zhang ex X.C. Zhang miêu tả khoa học đầu tiên năm 1991.